# Courpignac
Courpignac település Franciaországban, Charente-Maritime megyében. Lakosainak száma 413 fő (2022. január 1.). Courpignac Boisredon, Chamouillac, Rouffignac, Salignac-de-Mirambeau, Soubran és Val-de-Livenne községekkel határos.

## Népesség
A település népességének változása:
| Lakosok száma | 396  | 339  | 341  | 400  | 409  | 409  | 412  | 419  | 418  | 413  |
|               | 1968 | 1982 | 1990 | 2006 | 2013 | 2015 | 2017 | 2019 | 2020 | 2022 |